# James Logan (Eishockeyspieler)
James Logan (* 17. September 1933 in Whitby, Ontario) ist ein ehemaliger kanadischer Eishockeyspieler.

## Karriere
James Logan begann seine Karriere als Eishockeyspieler bei den Toronto St. Michael’s Majors, für die er von 1950 bis 1954 in der Junior Ontario Hockey Association aktiv war. Von 1954 bis 1956 spielte der Angreifer im Seniorenbereich für die Kitchener-Waterloo Dutchmen, mit denen er in der Saison 1954/55 den Allan Cup, den kanadischen Amateurmeistertitel, gewann. Mit den Dutchmen repräsentierte er zudem Kanada bei den Olympischen Winterspielen 1956. Die Saison 1956/57 verbrachte er bei den Winnipeg Warriors aus der professionellen Western Hockey League. Zuletzt spielte er von 1957 bis 1959 für die Sudbury Wolves aus der Northern Ontario Hockey Association, ehe er seine karriere bereits im Alter von 26 Jahren beendete.

### International
Für Kanada nahm Logan an den Olympischen Winterspielen 1956 in Cortina d’Ampezzo teil, bei denen er mit seiner Mannschaft die Bronzemedaille gewann.

## Erfolge und Auszeichnungen
- 1955 Allan-Cup-Gewinn mit den Kitchener-Waterloo Dutchmen
- 1956 Bronzemedaille bei den Olympischen Winterspielen